# サカテペケス県
サカテペケス県（サカテペケスけん、スペイン語: Departamento de Sacatepéquez）は、グアテマラに22ある県のひとつ。1542年11月21日からサンタ・マルタ地震で壊滅する1773年7月29日まで存在した、サカテペケス市にちなみ命名された。「サカテペケス」はナワトル語で「草地の丘」を意味する。人口は26万5500人（2000年推計）。
主要都市には県都アンティグア・グアテマラとシウダー・ビエハが挙げられる。

## 地理
グアカラテ川、ロス・エンクエントロス川、ラス・カニャス川、ペンサティボ・イ・スンパンゴ川などの河川が流れる。

## 下位行政区
県は下記の16市からなる（アルファベット順）。
1. アロテナンゴ市 (Alotenango)
2. アンティグア・グアテマラ市 (Antigua Guatemala)
3. シウダー・ビエハ市 (Ciudad Vieja)
4. ホコテナンゴ市 (Jocotenango)
5. マグダレーナ・ミルパス・アルタス市 (Magdalena Milpas Altas)
6. パストーレス市 (Pastores)
7. サン・アントニオ・アグアス・カリエンテス市 (San Antonio Aguas Calientes)
8. サン・バルトロメ・ミルパス・アルタス市 (San Bartolomé Milpas Altas)
9. サン・ルカス・サカテペケス市 (San Lucas Sacatepéquez)
10. サン・ミゲル・ドゥエーニャス市 (San Miguel Dueñas)
11. サンティアゴ・サカテペケス市 (Santiago Sacatepéquez)
12. サンタ・カタリーナ・バラオナ市 (Santa Catarina Barahona)
13. サンタ・ルシア・ミルパス・アルタス市 (Santa Lucía Milpas Altas)
14. サンタ・マリア・デ・ヘスス市 (Santa María de Jesús)
15. サント・ドミンゴ・ヘナコヒ市 (Santo Domingo Xenacoj)
16. スンパンゴ市 (Sumpango)